# 六名駅
六名駅（むつなえき）は、愛知県岡崎市六名新町にある愛知環状鉄道線の駅である。駅番号は02。

## 歴史
- 1988年（昭和63年）1月31日：愛知環状鉄道の駅として開業[1][2]。
- 1991年（平成3年）度：上下線ホームを2両分から4両分に延長[1]。
- 2004年（平成16年）11月15日：当駅 - 岡崎駅間の増設線の使用開始[3]。
- 2019年（平成31年）3月2日：ICカード「TOICA」の利用が可能となる[4]。

## 駅構造
相対式ホーム2面2線を有する高架駅。永覚・篠原の各駅とともに窓口が設けられていない完全な無人駅となっている。当初は2両分のホームしかなく、3両編成の場合は岡崎方2両分のみのドア扱いであった。その後延長され、現在は4両分のホーム長となっている。2004年に岡崎駅の構内改良で東海道本線との線路共用が解消されたのちは当駅から岡崎駅までは単線並列になっている（全列車が当駅からみて岡崎方面左側の線路に入る。一方、右側に向かって東海道本線の下をくぐる線路は、キヤ95系による検測時や、新造車の搬入時に使用される）。

### のりば
| 番線 | 路線            | 方向 | 行先       | ホーム長 |
| ---- | --------------- | ---- | ---------- | -------- |
| 1    | ■愛知環状鉄道線 | 上り | 岡崎方面   | 4両      |
| 2    | ■愛知環状鉄道線 | 下り | 高蔵寺方面 | 4両      |

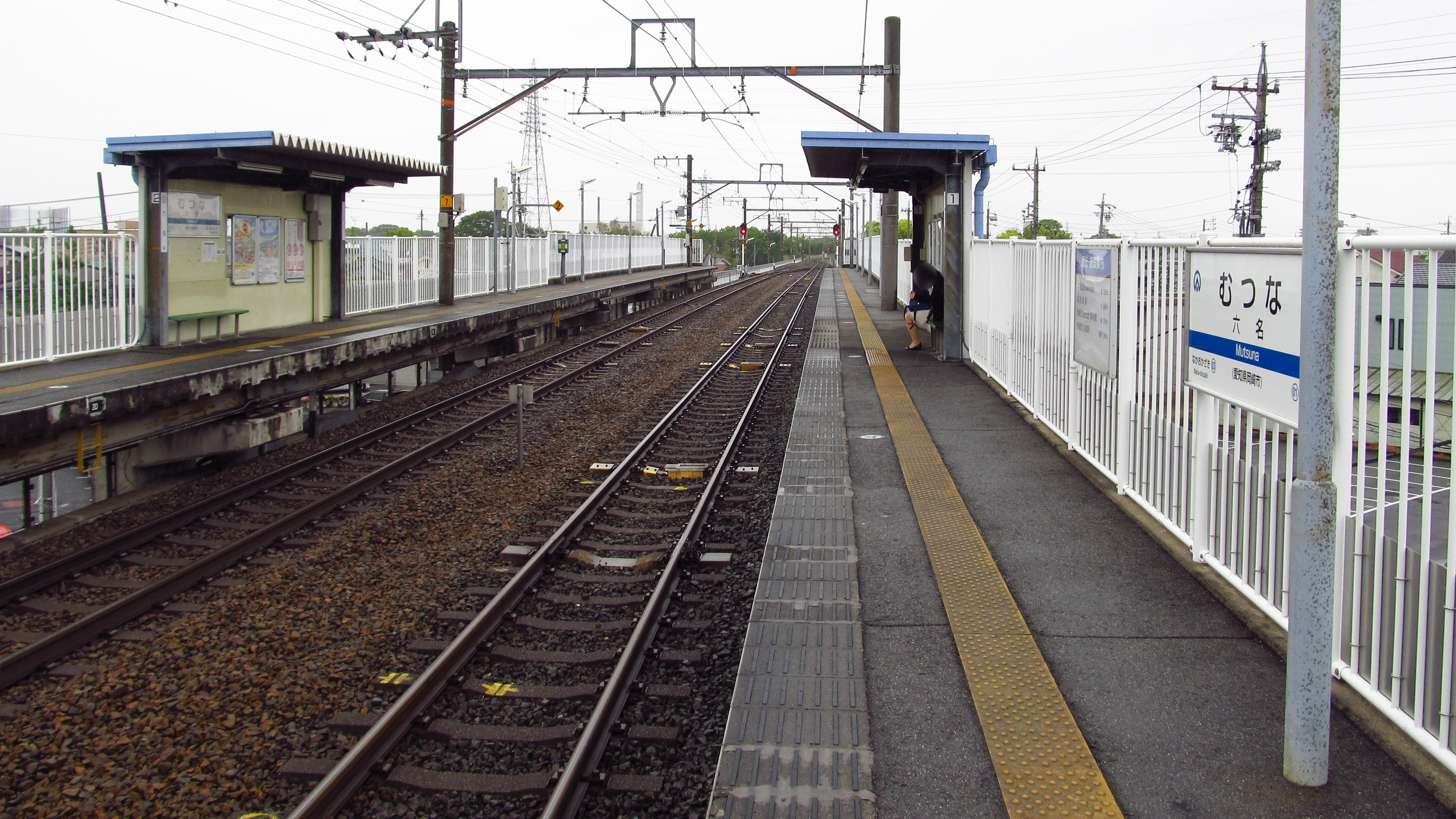
ホーム
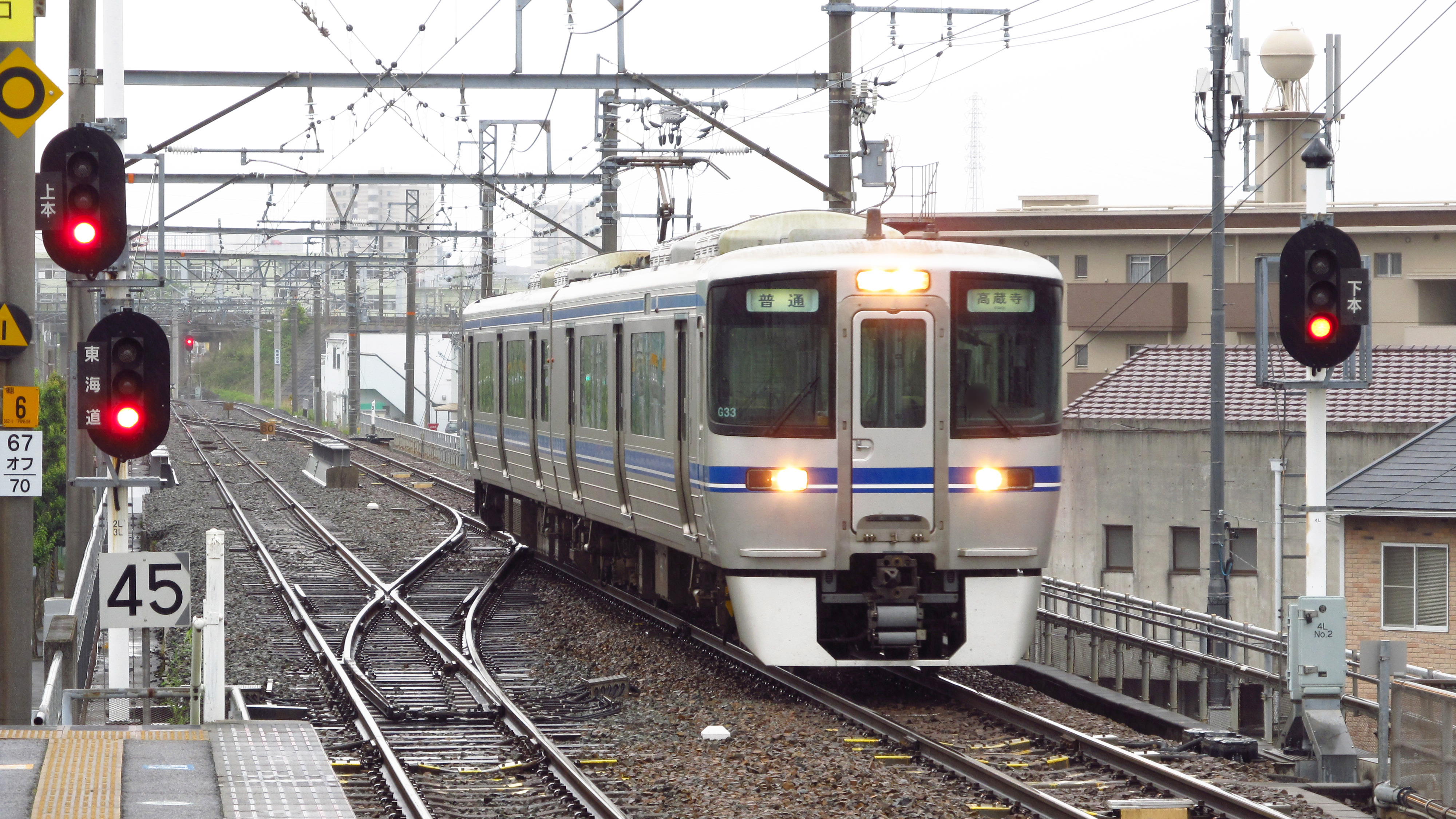
岡崎方面の信号機
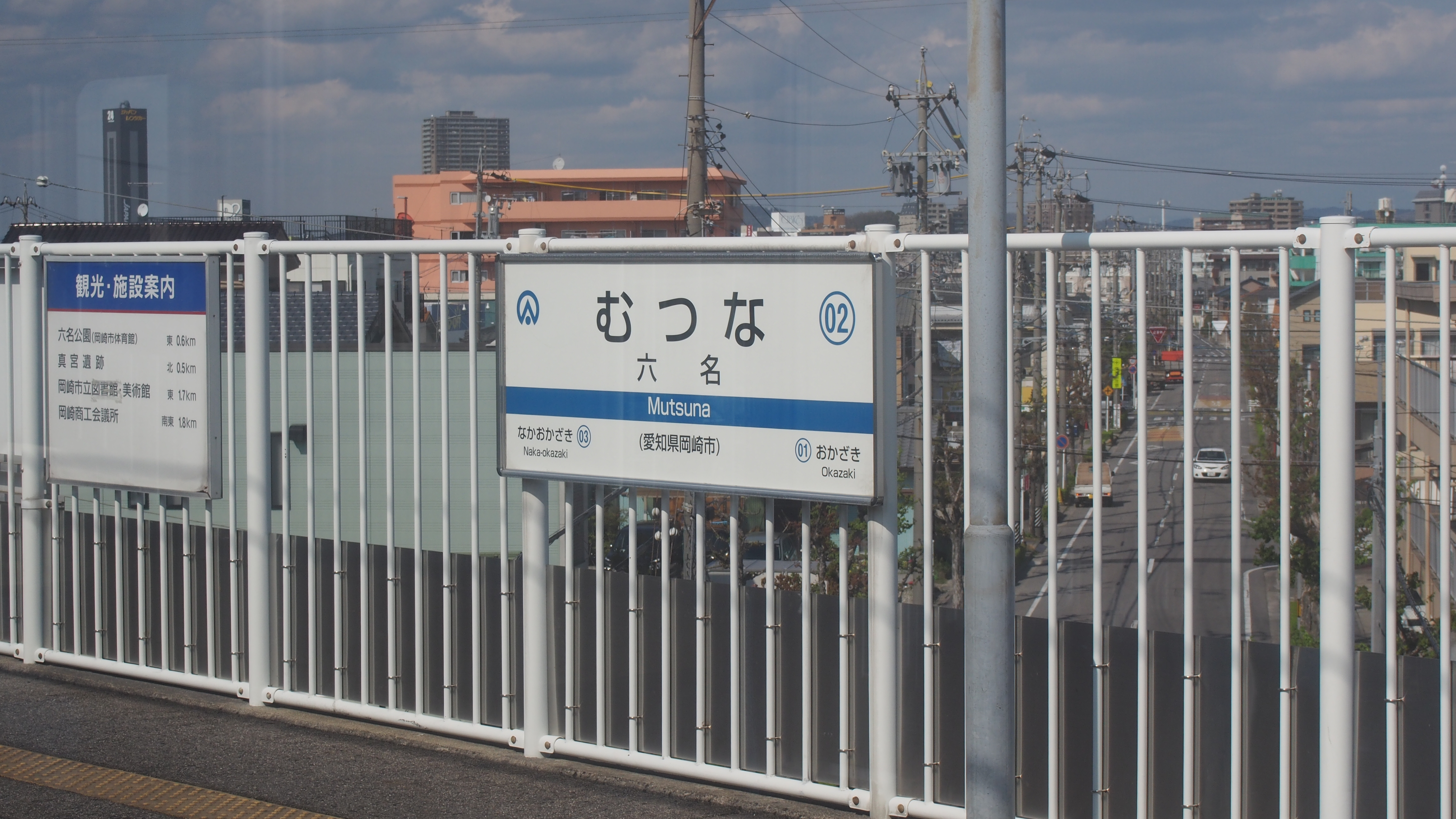
駅名標
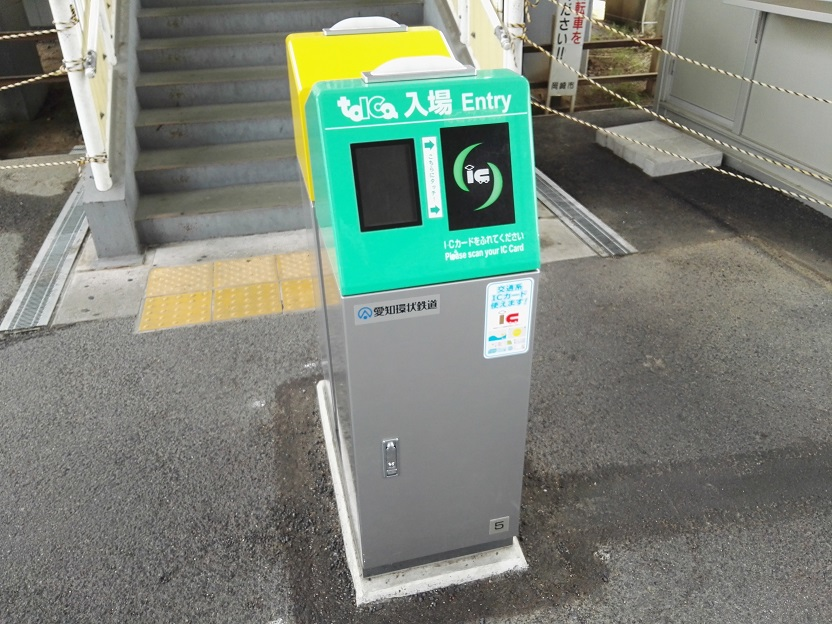
簡易TOICA改札機
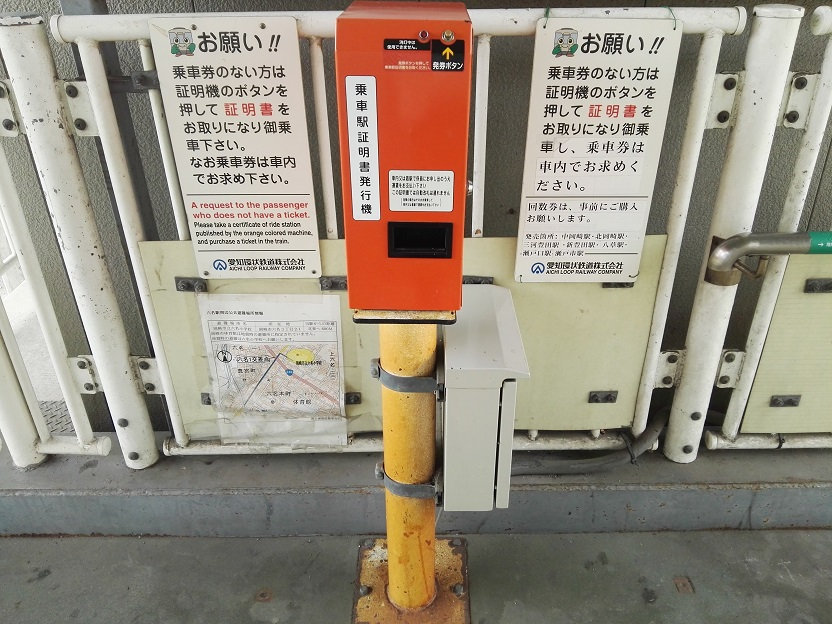
乗車駅証明書発行機

### 配線図
|                                                   | ↑ 名古屋方面                 |              |
| ← 豊橋方面                                        | 岡崎駅 - 六名駅 構内配線略図 | → 新豊田方面 |
| 凡例 出典: 橙線が東海道本線、青線が愛知環状鉄道線 |                              |              |

## 利用状況
「愛知県統計年鑑」、「岡崎市統計書」、「移動等円滑化取組報告書」によると、当駅の1日平均利用人員は以下の通り推移している。
| 年度   | 1日平均 乗降人員 | 1日平均 乗車人員 |
| ------ | ---------------- | ---------------- |
| 2004年 |                  | 356              |
| 2005年 |                  | 366              |
| 2006年 |                  | 476              |
| 2007年 |                  | 510              |
| 2008年 |                  | 512              |
| 2009年 |                  | 519              |
| 2010年 |                  | 530              |
| 2011年 |                  | 525              |
| 2012年 |                  | 549              |
| 2013年 |                  | 593              |
| 2014年 |                  | 585              |
| 2015年 | 1,289            | 645              |
| 2016年 | 1,398            | 699              |
| 2017年 | 1,392            | 696              |
| 2018年 | 1,491            | 746              |
| 2019年 | 1,619            |                  |
| 2020年 | 1,268            |                  |

## 駅周辺
- 岡崎市立六名小学校
- 岡崎市体育館
- 国道248号
- 愛知県道293号桜井岡崎線（六名通り）
- 真宮遺跡
- アオキスーパー 六名店

## 隣の駅
愛知環状鉄道
■愛知環状鉄道線
岡崎駅（01） - 六名駅（02） - 中岡崎駅（03）